# Water Literacy Foundation
Die Water Literacy Foundation (WLF) ist eine indische Nichtregierungsorganisation (NRO) mit Sitz in Bengaluru, Karnataka. Die öffentlich-rechtliche, gemeinnützige Organisation hat sich zum Ziel gesetzt, Indien zu einer wassereffizienten Nation zu transformieren, indem sie landesweit Wasseraufklärungskampagnen und Schulungsprogramme durchführt. Außerdem realisiert die WLF in Zusammenarbeit mit dem angegliederten Unternehmen Rain Water Concepts (I) Pvt. Ltd. (RWC) Projekte, die die Regenwasserversickerung fördern und dadurch zur Grundwasserneubildung beitragen.

## Geschichte
Ayyappa Masagi, der Gründer von WLF und RWC, arbeitete über 19 Jahre für das indische Unternehmen Larsen & Toubro. Im Jahr 1994 begann er in den Bereichen Regenwasserbewirtschaftung und Möglichkeiten von Regenfeldbau in Südindien zu forschen. Nach ersten Ergebnissen in seiner Heimatregion Gadag, Karnataka entschied sich der diplomierte Maschinenbauingenieur im Jahr 2002 die Arbeit bei Larsen & Toubro aufzugeben um sich vollkommen auf seine Forschung zu konzentrieren.
Für seine Forschungsarbeit erhielt Ayyappa Masagi im Jahr 2004 das Ashoka-Stipendium und wurde als „Ashoka Fellow“ in das Netzwerk der US-amerikanischen Non-Profit-Organisation aufgenommen. Ein Jahr später gründete er mit Hilfe von Ashoka die WLF in Bengaluru. Die indische Stiftung leitet Landwirte zur effizienten Nutzung von Niederschlagswasser an, indem sie Informationen, Methoden und Techniken zur Regenwasserkonservierung, Steigerung der Regenwasserversickerung und über Möglichkeiten des Regenfeldbaus an die Hand gibt. Neben dem landwirtschaftlichen Bereich führt die WLF private und industrielle Regenwasserkonservierungsprojekte durch, um der steigenden Wasserknappheit im urbanen Bereich entgegenzuwirken.
Am 15. August 2008 gründete Ayyappa Masagi mit RWC ein Social Business, das die WLF durch Quersubventionierung unterstützt. Das Unternehmen erstellt Konzepte zur integrierten Regenwasserbewirtschaftung für private Haushalte, Industrie und Gewerbe und setzt die Projekte um. Der erwirtschaftete Profit wird für die Finanzierung von Aufklärungskampagnen im Landwirtschaftssektor und an Bildungsinstitutionen verwendet. Für sein Engagement in der ländlichen Entwicklung wurde Ayyappa Masagi im Jahr 2009 die Jamnalal Bajaj Auszeichnung der indischen Jamnalal Bajaj Stiftung verliehen.
Im Jahr 2012 wurde die WLF für den Bau von über 500 künstlich angelegten Seen und das Instandsetzen von über 1000 Bohrbrunnen in zehn indischen Bundesstaaten in das „Limca Book of Records“ aufgenommen. Zudem beteiligte sich die Organisation nach eigenen Angaben indirekt an der Instandsetzung von mehr als 70.000 Bohrbrunnen und erreichte mit ihrem Engagement etwa 1,5 Millionen Menschen an 36.000 Orten.

## Aktivitäten
Ein Ziel ist die Bewusstseinsbildung über Wasserknappheit und der Schutz bzw. der bewusste Umgang mit der Ressource Wasser durch Aufklärung und Anleitung. Um die Botschaft zu verbreiten, nimmt die Organisation an Veranstaltungen, Versammlungen, Vortragsreihen, Unterrichtseinheiten, Messen und Konferenzen teil. Bis zum Jahr 2016 führte die WLF rund 1.600 Wasser-Aufklärungskampagnen durch. Im Februar 2011 war Ayyappa Masagi Teilnehmer der TEDx Konferenz „Ideas for India“ in Chennai, Tamil Nadu.
RWC und WLF setzten bis 2016 an mehr als 4.200 Orten Regenwasserbewirtschaftungs-Projekte um, davon rund 70 Industrieanlagen, rund 200 Häuserkomplexe (Apartments und Villen), rund 50 Bildungsinstitute und mehr als 3.000 Privathäuser.
Im Einzelnen lassen sich die eingesetzten Techniken in folgende Kategorien unterteilen:
- Seenerrichtung mit Bohrbrunnen-Rückführung (Lake Type Borewell Recharging)
- Sickerwasserspeicherung mit Bohrbrunnen-Rückführung (Seepage Type Borewell Recharging)
- Brunnen-Versickerungssysteme (Infiltration Wells)
- Flusswasserspeicherung (Stream Water Harvesting)
- Dach-Regenwasser-Nutzung(Rooftop Rainwater Harvesting)
- Alternative Landwirtschaftstechniken
- Regenfeldbau (Non-irrigational Agricultural)
- Baumbasierte Landwirtschaft (Tree-based Agriculture)

Die Techniken zielen auf das Sammeln, Abführen und anschließendes Nutzbarmachen von Niederschlagswasser oder Grauwasser ab. Nach entsprechender Filterung kann überschüssiges Niederschlagswasser mit Hilfe eines Bohrbrunnens direkt in wasserführende Schichten (Aquifere) gesendet werden. Durch diese Methode wird der Prozess der Grundwasserneubildung erhöht, da die Versickerung durch direktes Einleiten des Wassers in Aquifere beschleunigt wird.
Die WLF publizierte mehrere Bücher mit Methoden und Systemen um Wasserkonservierungsprojekte eigenständig durchführen zu können.
Die Organisation wird durch internationale Freiwilligenarbeiter unterstützt, die hauptsächlich von AFS Interkulturelle Begegnungen e. V. entsendet werden.